# NGC 2574
NGC 2574 est une galaxie spirale située dans la constellation de l'Hydre. NGC 2574 a été découverte par l'astronome américain Ormond Stone en 1886.

## Caractéristiques
Sa vitesse par rapport au fond diffus cosmologique est de 3 139 ± 20 km/s, ce qui correspond à une distance de Hubble de 46,3 ± 3,3 Mpc (∼151 millions d'al).
À ce jour, cinq mesures non basées sur le décalage vers le rouge (redshift) donnent une distance de 46,800 ± 10,234 Mpc (∼153 millions d'al), ce qui est à l'intérieur des valeurs de la distance de Hubble.
La base de données NASA/IPAC indique qu'il s'agit d'une galaxie spirale barrée (SB(rs)ab). Il est cependant difficile de voir une barre sur l'image de NGC 2574.
La classe de luminosité de NGC 2574 est I-II et elle présente une large raie HI.